# The Behemoth
The Behemoth es una empresa desarrolladora y productora de videojuegos fundada en 2003. Tiene su sede principal en San Diego, California, Estados Unidos.

## Juegos producidos por The Behemoth
Esta es una lista de los juegos producidos por The Behemoth hasta la fecha de 13 de enero de 2017.
- BattleBlock Theater
- Castle Crashers
- Dad n' Me
- Ye Olde Side-Scroller
- pit people

## Juegos desarrollados por The Behemoth
Esta es una lista de los juegos desarrollados por The Behemoth hasta la fecha de enero de 2017.
- Alien Hominid
- Alien Hominid HD
- pit people
- BattleBlock Theater
- Castle Crashers
- Dad n' Me
- Ye Olde Side-Scroller